# Analiza częstotliwościowa
Uzasadnienie: Analiza harmoniczna, analiza fourierowska, analiza częstotliwościowa czy też analiza widmowa to jest w zasadzie to samo.
Analiza częstotliwościowa – stosuje się ją do określenia składowych częstotliwościowych zawartych w przebiegu czasowym funkcji. W bardzo znacznym stopniu stosowana jest ona w przetwarzaniu sygnałów. Przedstawienie sygnału w dziedzinie częstotliwości nazywane jest widmem sygnału.
Podstawy analizy częstotliwościowej stworzył francuski matematyk Jean Baptiste Joseph Fourier – są to szeregi Fouriera i transformacja Fouriera. Analiza metodami Fouriera zarówno przy pomocy szeregów trygonometrycznych, jak i transformacji jest jedną z najstarszych dziedzin analizy matematycznej. W przypadku przetwarzania sygnałów analiza częstotliwościowa dotyczy zarówno sygnałów analogowych, jak i cyfrowych.
Dla sygnałów analogowych korzystamy z szeregu Fouriera bądź z całkowego przekształcenia Fouriera. W przypadku sygnałów cyfrowych do określenia składowych częstotliwościowych przebiegu czasowego używamy dyskretnej transformaty Fouriera.

## Sygnały analogowe
Sygnały analogowe podobnie jak funkcje matematyczne możemy podzielić na okresowe i nieokresowe. Dla analogowych sygnałów okresowych, korzystając z szeregu Fouriera można określić wartości amplitud częstotliwości podstawowej i harmonicznych – jest to powód dla którego analiza częstotliwościowa nazywana jest również analizą harmoniczną.
Dla sygnałów analogowych nieokresowych analiza częstotliwościowa dokonywana jest za pomocą transformacji Fouriera.

### Przykład 1
Obliczyć widmo sygnału prostokątnego danego ogólnym wzorem:
{\displaystyle s(t)=A\prod \left({\frac {t-b}{a}}\right).}
Transformacja Fouriera:
{\displaystyle {\hat {s}}(f)=\int \limits _{-\infty }^{+\infty }s(t)e^{2\pi jft}dt.}
Podstawiając do powyższego wzoru, otrzymujemy następujące obliczenia:
{\displaystyle {\begin{aligned}{\hat {s}}(f)&=\int \limits _{b-{\frac {a}{2}}}^{b+{\frac {a}{2}}}Ae^{-2\pi jft}dt\\&=\left[-{\frac {1}{2\pi jf}}Ae^{-2\pi jft}\right]_{b-{\frac {a}{2}}}^{b+{\frac {a}{2}}}-{\frac {A}{2\pi jf}}e^{-2\pi jfb}(e^{-pijfa}-e^{pijfa})\\&={\frac {A}{\pi f}}e^{-2pijfb}\sin(\pi fa)\\&={\frac {Aa}{\pi fa}}\sin(\pi fa)e^{-2\pi jfb}\\&=A{\frac {\sin(\pi fa)}{\pi f}}e^{-2\pi jfb}.\end{aligned}}}
Otrzymujemy w ten sposób wzór, w którym {\displaystyle A} jest amplitudą widma, natomiast {\displaystyle -2\pi jfb} stanowi jego część fazową.

### Przykład 2
Obliczyć widmo sygnału danego wzorem:
{\displaystyle s(t)={\begin{cases}1,&t\in \langle -T/2,T/2\rangle \\0,&t\in (-\infty ,-T/2)\cup (T/2,+\infty )\end{cases}},}
{\displaystyle {\hat {s}}(f)=\int \limits _{-{\frac {T}{2}}}^{\frac {T}{2}}e^{-2\pi jft}dt.}
Podstawiając odpowiednie granice całkowania otrzymujemy widmo sygnału {\displaystyle s(t){:}}
{\displaystyle {\hat {s}}(f)={\frac {\sin(\pi fT)}{\pi f}}.}

### Przykład 3
Obliczyć widmo Delty Diraca:
{\displaystyle s(t)=\delta (t)={\begin{cases}+\infty ,&t=0\\0,&t\neq 0\end{cases}},}
{\displaystyle {\hat {s}}(f)=\int \limits _{-\infty }^{+\infty }\delta (t)e^{-2\pi jft}dt=e^{0}=1.}

### Przykład 4
Dane są sygnały o wzorach:
{\displaystyle s_{1}(t)={\begin{cases}1-|t|,&|t|\leqslant 1\\0,&|t|<1\end{cases}},}
{\displaystyle s_{2}(t)=\sin(2\pi f_{0}t).}
Obliczyć widmo sygnału:
{\displaystyle s(t)=s_{1}(t)\cdot s_{2}(t).}
Widmo sygnału {\displaystyle s_{1}(t){:}}
{\displaystyle {\hat {s}}_{1}(f)={\frac {\sin ^{2}(\pi f)}{\pi ^{2}f^{2}}}.}
Widmo sygnału {\displaystyle s_{2}(t){:}}
{\displaystyle {\hat {s}}_{2}(f)={\frac {1}{2j}}[\delta (f-f_{0})-\delta (f+f_{0}].}
Korzystając z operacji splotu dwóch funkcji, otrzymujemy wzór widma sygnału {\displaystyle s(t){:}}
{\displaystyle {\hat {s}}(f)={\frac {1}{2j}}\left[{\frac {\sin ^{2}(\pi (f-f_{0}))}{\pi ^{2}(f-f_{0})^{2}}}-{\frac {\sin ^{2}(\pi (f+f_{0})}{\pi ^{2}(f+f_{0}))^{2}}}\right].}

## Sygnały cyfrowe
Przy analizie częstotliwościowej sygnałów cyfrowych posługujemy się dyskretną transformacją Fouriera. W celu zmniejszenia złożoności obliczeniowej używana jest również szybka transformacja Fouriera.

### Przykład 1
Przeprowadzić analizę częstotliwościową sygnału:
{\displaystyle s(n)=[2,-1,0,1].}
Korzystając ze wzoru na DFT:
{\displaystyle {\hat {s}}_{}(k)=\sum \limits _{n=0}^{N-1}s(n)e^{\frac {-2\pi jkn}{N}}}
oraz macierzy {\displaystyle kn={\begin{bmatrix}0&0&0&0\\0&1&2&3\\0&2&4&6\\0&3&6&9\end{bmatrix}},}
obliczamy macierz {\displaystyle \sum \limits _{n=0}^{N-1}e^{\frac {-2\pi jkn}{N}}=W={\begin{bmatrix}1&1&1&1\\1&-j&-1&j\\1&-1&1&-1\\1&j&-1&-j\end{bmatrix}}.}
Następnie wymnażając macierz {\displaystyle W} przez wektor {\displaystyle s(n)}
{\displaystyle {\begin{bmatrix}1&1&1&1\\1&-j&-1&j\\1&-1&1&-1\\1&j&-1&-j\end{bmatrix}}\cdot {\begin{bmatrix}2\\-1\\0\\1\end{bmatrix}}={\begin{bmatrix}{\hat {s}}_{}(0)\\{\hat {s}}_{}(1)\\{\hat {s}}_{}(2)\\{\hat {s}}_{}(3)\end{bmatrix}},}
otrzymujemy wartości kolejnych próbek widma {\displaystyle {\hat {s}}_{}(k)}
{\displaystyle {\hat {s}}_{}(0)=2-1+1=2,}
{\displaystyle {\hat {s}}_{}(1)=2+1j+1j=2+2j,}
{\displaystyle {\hat {s}}_{}(2)=2+1-1=2,}
{\displaystyle {\hat {s}}_{}(3)=2-j-j=2-2j,}
czyli:
{\displaystyle {\hat {s}}_{}(k)=[2,2+2j,2,2-2j],}
gdzie amplituda to:
{\displaystyle |{\hat {s}}_{}(k)|=[2,2{\sqrt {2}},2,2{\sqrt {2}}],}
a część fazowa to:
{\displaystyle \varphi (k)=\left[0,{\frac {\pi }{4}},0,-{\frac {\pi }{4}}\right].}

## Zastosowanie analizy częstotliwościowej

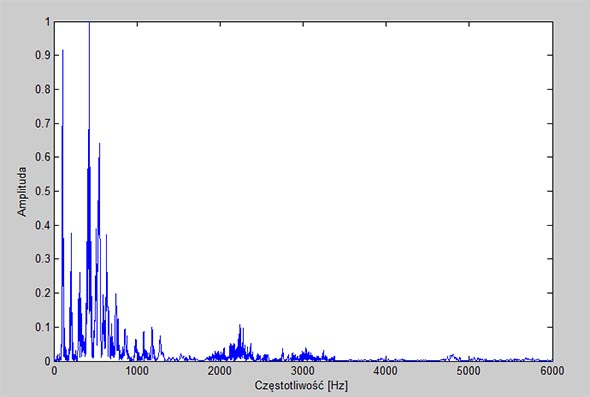
Analiza częstotliwościowa sygnałów mowy – widmo słowa „osiem”

Analiza częstotliwościowa jest wykorzystywana w wielu dziedzinach. Najczęściej stosowana jest w analizie sygnałów akustycznych, takich jak określanie charakterystyk częstotliwościowych słuchu, hałasu czy akustyki pomieszczeń. Co więcej, stanowi ważną część profesjonalnych programów będących cyfrowymi stacjami roboczymi do obróbki dźwięków audio (np. Cubase, Pro Tools, FL Studio itp.).
Wykorzystywana jest również w przetwarzaniu sygnałów mowy. Funkcje będące modelami mowy, są dzięki wspomnianym metodom Fouriera zamieniane na ciągi wartości liczbowych lub funkcje, prezentujące częstotliwości zawarte w analizowanej mowie. Wyznaczanie częstotliwości zawartych w przebiegu czasowym sygnału mowy, pozwala na jego dalszą analizę i prowadzi do powstawania wielu nowoczesnych rozwiązań takich jak np. interfejsy głosowe dla osób niepełnosprawnych, syntezatory mowy itp.